# Sun Kings de Yakima
Les Sun Kings de Yakima (en anglais : Yakima Sun Kings) ont été une franchise américaine de basket-ball  précédemment de la Continental Basketball Association puis, à partir de 2017, de la North American Premier Basketball League, située à Yakima dans l'État de Washington.

## Historique
Originellement basée à Kansas City puis à Topeka, la franchise a déménagé pour le nord-ouest du pays en 1990, prenant alors le nom de Sun Kings de Yakima.
En juin 2005, l'équipe est rachetée par les indiens de la tribu des Yakamas qui renomme la franchise en Sun Kings de Yakima, en honneur de la Nation indienne.
En 2017, la franchise rejoint la North American Premier Basketball League, ligue mineure nouvellement créée à la suite de la disparition de la Continental Basketball Association et la Premier Basketball League et remporte le titre lors de la saison inaugurale en 2018.

## Noms successifs
- 1985-1986 : Sizzlers de Kansas City
- 1986-1990 : Sizzlers de Topeka
- 1990-2008: Sun Kings de Yakima

## Palmarès
- Vainqueur de la NAPB : 2018
- Vainqueur de la CBA : 1995, 2000, 2003, 2006, 2007

## Joueurs célèbres ou marquants
- Ronny Turiaf[1]
- Donald Boyce